# Farmacotherapie
Farmacotherapie is behandeling (therapie) van ziekten en aandoeningen met geneesmiddelen (farmaca). Het toedienen of voorschrijven van geneesmiddelen wordt ook medicatie genoemd.
Vaak zal het geneesmiddel door middel van chemische reacties een effect hebben op het biologische systeem. De ziekte of aandoening kan hierdoor gestabiliseerd of genezen worden.
Een arts schrijft het geneesmiddel voor met een recept. Hierin bepaalt de arts welke werkzame stof dient te worden gebruikt tegen de desbetreffende aandoening en in welk gehalte, waarna de apotheker aan de hand van dit recept het medicijn mag verstrekken aan de patiënt. 